# Bathyphantes approximatus
Bathyphantes approximatus là một loài nhện trong họ Linyphiidae. Chúng được Octavius Pickard-Cambridge miêu tả năm 1871.